# Pazza idea/Morire tra le viole
Pazza idea/Morire tra le viole è il 18° singolo di Patty Pravo pubblicato nell'estate dell'anno 1973, dalla casa discografica RCA Italiana.

## Accoglienza
Preceduto da una grande campagna pubblicitaria, il 45 giri debutta nella classifica dei singoli più venduti direttamente al terzo posto nella settimana del 7 luglio 1973, e sale in vetta alla classifica il 25 agosto, scalzando dalla vetta Perché ti amo dei Camaleonti, che manteneva la prima posizione da quasi due mesi.
Il singolo rimarrà al primo posto della hit parade per nove settimane, uscendo dalla top ten a novembre e vendendo complessivamente oltre un milione di copie. Alla fine dell'anno, il singolo risulterà essere il secondo più venduto dopo Crocodile Rock di Elton John.

## I brani

### Pazza idea
La canzone è stata registrata in diverse lingue e pubblicata in altrettanti paesi dalla stessa Patty Pravo: in tedesco con il titolo Was für ein Tag, il cui singolo riportava come b-side il brano Die Schwarze rose, inciso per il mercato germanofono e non distribuito in Italia, in spagnolo con il titolo Una locura e Loca idea e in inglese con il titolo Crazy Idea, e come per il mercato tedesco, con al lato b il brano Don't be sad, non rilasciato in Italia. Pazza idea fu incisa anche in giapponese, come affermato dalla cantante stessa, benché al momento la versione non sia reperibile sulle principali piattaforme di streaming musicale.

### Morire tra le viole
Morire tra le viole è un brano scritto e pubblicato lo stesso anno anche dall'autore Maurizio Monti. La cantante incise anche la versione in lingua spagnola con il titolo Morir entre violetas.

## Tracce
Lato A
1. Pazza idea – 4:45 (testo: Paolo Dossena, Cesare Gigli, Maurizio Monti – musica: Giovanni Ullu)

Lato B
1. Morire tra le viole – 3:45 (Maurizio Monti)

## Classifiche
| Posizione | 3 | 7 | 2 | 2 | 2 | 2 | 2 | 1 | 1 | 1 | 1 | 1 | 1 | 1 | 1 | 1 | 3 | 4 | 5 | 4 | 9 |